# August Palm
August Teodor Palm (5 de febrero de 1849-14 de marzo de 1922) fue un activista socialista sueco y figura clave en introducir el movimiento obrero socialdemócrata en Suecia, liderándolo hacia una vía reformista.

## Vida

### Activismo inicial
Hijo de un profesor escolar, cerca de Malmö,  fue huérfano a la edad de 10 años, después de recibir lecciones de un sastre. Con 18 años,  realizó un viaje educativo a través de Dinamarca y Alemania, después de qué, en 1874,  se estableció como sastre en Haderslev en Jutlandia medirional. También en 1874 se casó con Johanna Larsson.
Durante sus viajes en Alemania,  aprendió sobre ideas socialistas, y en 1877 fue expulsado de aquel país debido a su agitación socialista. Luego se estableció en Storheddinge, Dinamarca hasta 1881, cuándo regresó a su Suecia nativa. El 6 de noviembre del mismo año, mientras estaba Malmö, Palm dio el primer discurso socialista de Suecia, y comenzó su gira política en Gotenburgo y Estocolmo.

### Agitador social
En marzo de 1882, Palm puso en movimiento el periódico Folkviljan (Voluntad del pueblo) en Malmö, y trabajó como su editor hasta 1885, cuándo su edición fue interrumpido. Palm se trasladó a Estocolmo y el 25 de septiembre de 1885 comenzó a imprimir el diario Social-Demokraten (El Socialdemócrata), actuando como su editor en su primer año. Desde otoño de 1886, Hjalmar Branting pasó a ser editor en jefe. El gobierno lo envió a prisión por tres meses en 1889 a causa de las declaraciones hechas en la prensa socialista.
La contribución más grande de Palm fue como un agitador por el sindicalismo e ideas socialistas, realizando constantes viajes en el país, a menudo haciendo discursos en las carreteras, desde que se le prohibió dar discursos en salas de conferencia. Otro de sus mensajes, y quizás el más importante, fue exponer el discurso hacia la clase media liberal, con su demanda que se origina con "amigos de los trabajadores", como auto-búsqueda y carisma hambrienta de poder. Sus contantes opiniones fueron hacia la clase obrera eran plenamente competentes para velar por sus propios intereses.

### Visitar los Estados Unidos
En 1900, August Palm fue invitado por el club escandinavo del Partido Socialista Laborista de América en Providence, Rhode Island, en cooperación con clubes similares en Nueva York y Brooklyn, para visitar los Estados Unidos, como medios para atraer más miembros a estos clubes. El viaje comenzó el 1 de septiembre de 1900 y está descrito en el libro sueco Ögonblicksbilder från en tripp till Amerika (Un Viaje instantáneo a América), publicado en 1901.

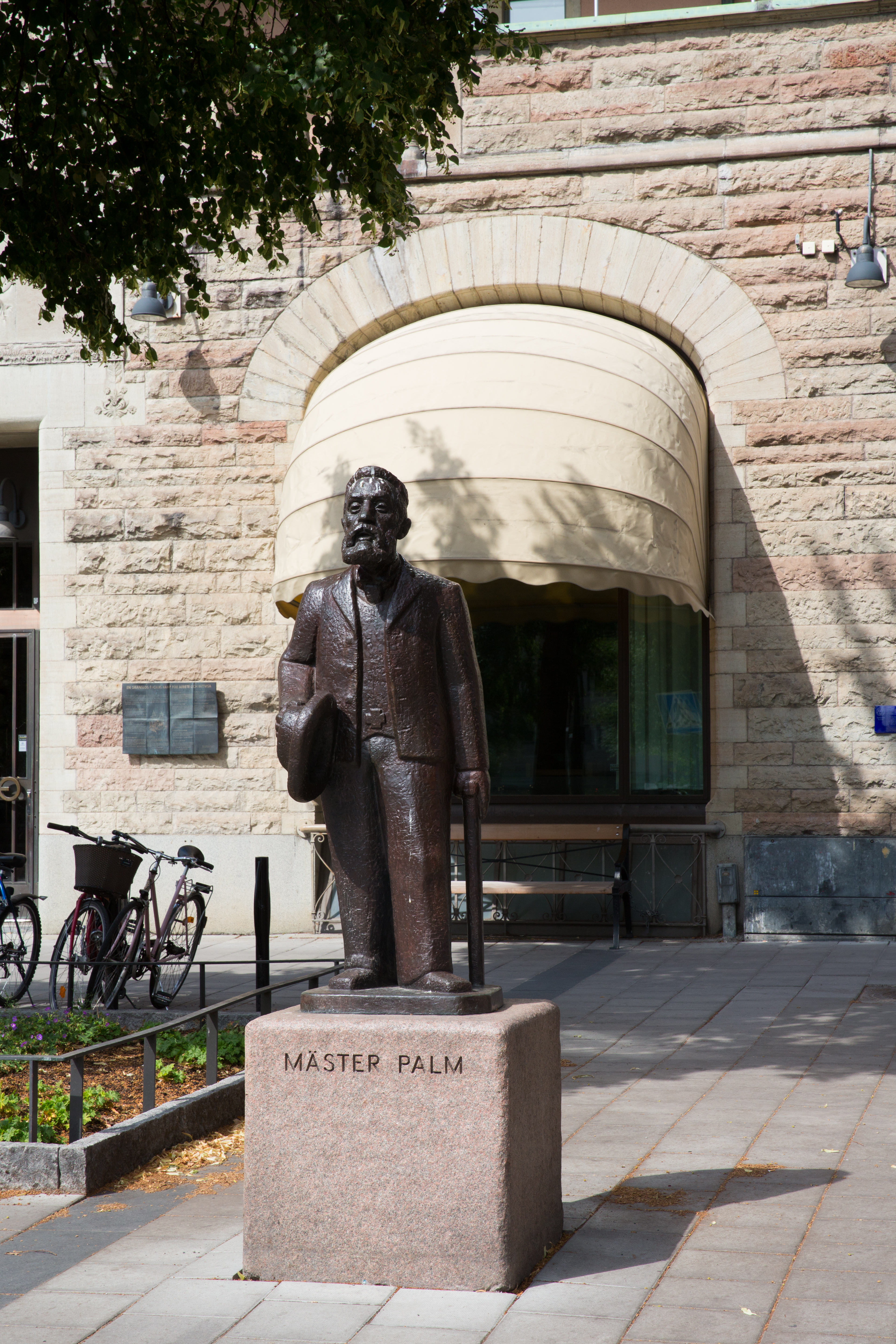
Estatua de Mäster Palm en Norra Bantorget en Estocolmo

## Obras
- Några Arrastra ur mitt lif ("Algunos Excerpts de Mi Vida"), 1899.
- Ögonblicksbilder från en tripp Caja Amerika ("Snapshots de un Viaje a América"), 1901.
- Ur en agitators lif ("De la Vida de un Agitator"), 1904.